# Кочергина, Елена Еремеевна
Елена Еремеевна Кочергина (3 февраля 1928 года, село Олоры, Марийская автономная область, РСФСР, СССР — 18 января 2002 года, Олоры, Параньгинский район, Марий Эл, Россия) — льнотеребильщица, звеньевая Мари-Турекской МТС по колхозу имени Палантая Параньгинского района Марийской АССР. Герой Социалистического Труда (07.03.1960).

## Биография
Елена Еремеевна Кочергина родилась 3 февраля 1928 года в селе Олоры Марийской автономной области. В 1935 году пошла учиться в Олорскую семилетнюю школу. В начале войны её отец Кочергин Еремей ушел добровольцем на фронт, воевал у польской границы. Погиб на фронте.
Трудовую деятельность начала в родном селе с 13 лет. В школе училась прилежно и поступила в педагогическое училище. Однако завершить обучение ей не удалось, сильно заболела мать и нужно было быть рядом с ней. Вернулась в родное село и пошла работать. По собственному заявлению была направлена на курсы льнотеребельщиц. Вернувшись, стала работать в Мари-Турекской МТС, звеньевой. Изначально демонстрировала высокие показатели в работе.
В 1958 году в колхозе, где работала Кочергина, выросло 100 гектаров льна. Всю эту площадь труженица вытеребила за восемь дней, выполняя по три-четыре нормы в день. На следующий год ей присвоили звание «Лучший льновод республики».
За выдающиеся заслуги и особо плодотворную общественную деятельность была удостоена звания Герой Социалистического Труда и награждена орденом Ленина. Она стала первой женщиной из Марийской АССР, удостоенной этого высокого звания.
В 1962 году колхозники избрали её депутатом 6-го созыва Верховного Совета СССР. В этот же год она вступила в партию.
Была направлена на учёбу в Чувашскую советско-партийную школу в город Чебоксары. В 1966 году после её окончания её назначили инструктором Параньгинского райкома партии. Но на партийной работе проработала недолго, попросилась обратно в свою деревню на сложный участок работы. Была назначена заведующей молочно-товарной фермой.
Активно участвовала в художественной самодеятельности: играла разные роли в спектаклях, выступала на концертах.
Одна воспитала сына Владислава, который закончил Марийский государственный университет и стал агрономом.
Умерла 18 января 2002 года.

## Награды
- Герой Социалистического Труда (07.03.1960)
- Орден Ленина (1960)
- Орден Октябрьской Революции (14.02.1975)
- Бронзовая медаль ВДНХ (1954)
- Серебряная медаль ВДНХ (1955)
- Почётная грамота Президиума Верховного Совета Марийской АССР (1978)